# Orlando Bauzon
Orlando Bauzon, né le 17 novembre 1944 à Calasiao (Philippines) et mort le 5 septembre 2020 à Quezon City (Philippines), est un joueur philippin de basket-ball.